# 唐邕
唐邕（？—580年代），字道和，太原郡晋阳县（今山西省太原市）人，南北朝時代北魏至隋朝的官僚、政治人物。卒於隋開皇年間。父唐灵芝，北魏寿阳縣令，北齐尚书右仆射，温国公。唐朝凌烟阁二十四功臣之一、特进莒国公唐俭祖父。

## 生平
532年（太昌元年），被推薦後而仕於北魏丞相高歡門下的幕僚，初任直外兵曹，掌管紀錄。日後高洋對唐邕十分信任，把袁猛赐给唐邕为奴仆。高德政對唐邕妄加非议，並向高洋推荐主书郭敬以取代唐邕。结果高洋杀郭敬，并将此事告诉唐邕。又切责侍臣說：“观卿等，不中与唐邕作奴！”。由於擅長筆記與計算、記憶力優良、其事務能力被認可，在高澄旗下被拔擢為大將軍府參軍。
549年（東魏武定7年），高澄在晋陽被殺害，高洋在夜間急召唐邕入宮差遣，其對策非常迅速，此後唐邕日漸得到高洋的重視。
北齊建國後，高洋連年御駕親征，唐邕必定跟隨從軍，掌管軍事機密。
559年（北齊天保10年）、跟從文宣帝前往晉陽，兼任給事黄門侍郎、中書舍人。
北齊天統初年出任侍中、并州大中正，後加護軍之職。之後又出任趙州刺史。
568年（北齊天統4年），出任尚書右僕射。
571年（北齊武平2年），轉任尚書左僕射。
572年（武平3年），任尚書令，封晋昌王。
574年（武平5年），討伐高思好叛亂，任錄尚書事。後來他投降北周，按例授儀同大將軍，隋朝開皇初年在鳳州刺史任內去世。
今山西祁县故县镇大韩村有唐邕墓, ，為县级重点文物保护单位。

## 家庭

### 夫人
- 赵氏[4]
- 段昭仪

### 子女
- 唐羲，字君明（開府儀同三司。隋開皇初年在應州刺史任內過世）。今山西祁县故县镇小韩村有唐羲墓。
- 唐鑑，（一作鉴），字君徹（赵氏之子，唐儉父。中書舎人。隋戎順二州刺史。大業年間，擔任武賁中郎将時過世）今山西祁县故县镇大韩村有唐鉴墓。[5]，
- 唐君德（唐邕投降北周時，被處刑）

## 延伸阅读
[在维基数据编辑]
 《北齊書/卷40》，出自李百药《北齊書》
 《北史·卷055》，出自李延壽《北史》